# Éducation par le numérique en Afrique
L'éducation par le numérique en Afrique désigne la promotion, le développement et l'utilisation des technologies de l'information et de la communication (TIC) pour l'enseignement sur le continent africain.  
Depuis les années 1960, différentes technologies de l’information et de la communication ont suscité un fort intérêt en Afrique subsaharienne pour augmenter l’accès à l’éducation, améliorer sa qualité et son équité. 

## Histoire: radio et télévision
Les premières initiatives d’introduction des technologies dans l’éducation ont été portées directement par les États, alors engagés dans des réformes éducatives de grande ampleur. Pendant cette période – de la décolonisation aux années 1980 –, le paradigme dominant, partagé par les États africains et les institutions internationales, est celui d’un État interventionniste dans l’éducation. Dans ce contexte, de grands programmes se sont développés à grande échelle et ont connu un certain succès. Ainsi, la radio scolaire de Bouaké en Côte d’Ivoire a permis de former plus de 2 000 maîtres par an dans les années 1970.
La radio est en effet l’une des premières technologies à avoir été mise au service de l’éducation en Afrique subsaharienne. En 1986, en Guinée, un projet expérimental de radio scolaire voit le jour à l’Institut national de documentation, de recherche et d’action pédagogique (l’actuel Indrap), avec l’appui de l’Agence de coopération culturelle et technique (l’actuelle Organisation internationale de la francophonie, OIF). Les émissions radiophoniques se concentrent alors principalement sur les besoins de perfectionnement pédagogique des enseignants du primaire et sur les matières jugées prioritaires pour les élèves : français, calcul et sciences. Au début des années 1990, cette radio se voit confier un plus grand rôle dans la promotion de l’éducation de base, avec l’appui de l’Unicef, notamment concernant l’accès des filles à l’éducation. Si les résultats en termes de per- formances scolaires restent méconnus, ces programmes ont participé à former un grand nombre de maîtres.
Au cours des années 1960, le concept de télévision éducative s’impose en Afrique. L’un des exemples les plus emblématiques du développement de ces programmes se situe en Côte d’Ivoire. Après les premiers essais au Sénégal et au Niger (où l’existence de la télévision éducative précéda celle de la télévision nationale) en 1965 et 1966, la Côte d’Ivoire est choisie en 1971 pour servir de terrain d’expérimentation puis de généralisation à un vaste projet de scolarisation par l’intermédiaire de la télévision. La mise en place du Programme d’enseignement télévisuel (PETV) est confiée à l’UNESCO, soutenue par les coopérations belge et française et la fondation Ford. Le PETV a illustré, dès les années 1970, la possibilité de lancer un programme novateur dans l’éducation en faisant appel aux « nouvelles » TIC.
Les cinq premières années, le taux de scolarisation est passé de 20% à plus de 60% dans le pays. Alors que 300000 élèves reçoivent les programmes en 1975-1976, ils sont plus de 700 000 en 1980 (sur un total d’un million d’élèves). Certains rapports d’évaluation indiquent que les élèves ayant bénéficié des cours télévisés étaient proportionnellement plus nombreux que les autres à atteindre la sixième année d’études, que les taux de redoublement étaient passés de 30 % à 10 % pendant la durée du projet et que les élèves avaient acquis une meilleure maîtrise orale du français. Le programme dura 14 ans et s’arrêta définitivement en 1982.

## Introduction de la technologie numérique
Au tournant des années 1990 et 2000, les actions se multiplient pour faire des technologies un levier d’amélioration de l’éducation en Afrique subsaharienne. Beaucoup d’initiatives se concentrent sur l’équipement des écoles en matériel informatique. De nombreuses ONG contribuent, à différentes échelles, à acheminer du matériel informatique vers l’Afrique, à l’image de groupes comme Computer Aid International, Digital Links, SchoolNet Africa et World Computer Exchange. Parfois soutenues par des organismes de coopération ou des agences de développement comme l’USAID, la Banque africaine ou le ministère des Affaires étrangères français, ces initiatives individuelles se développent sans suffisamment de coordination. Les États peinent à définir de véritables stratégies nationales en matière de TICE.

### Initiative One Laptop per Child
Le projet américain One Laptop per Child (OLPC), lancé dans plusieurs pays africains en 2005, vise à équiper à bas coût les écoles en ordinateurs portables. Alors que le prix moyen d’un ordinateur personnel bon marché s’élève entre 200 et 500 dollars, OLPC propose son ordinateur ultraportable XO-1 au prix de 100 dollars. Cette rupture technologique marque une étape importante dans l’accès potentiel aux TICE. OLPC s’inscrit dans des dispositifs institutionnels : le programme est « acheté » par les gouvernements qui assurent ensuite la distribution aux écoles. L’initiative obéit à une logique centralisée, qui assure une diffusion à grande échelle des équipements. Près de 2 millions d’éducateurs et d’élèves sont aujourd’hui impliqués dans le programme à travers le monde et plus de 2,4 millions d’ordinateurs ont été délivrés. Sugar est la plate-forme pédagogique libre qui équipe l’ordinateur XO de la fondation OLPC. À la fois interface graphique et conteneur des applications, Sugar a été conçu spécifiquement pour les enfants, afin de les accompagner dans leur apprentissage grâce à la diversité de contenus disponibles : cours de lecture, outils de dessin, e-books, applications interactives, etc.
Dans la lignée d’OLPC, le groupe Intel a lancé Classmate PC, un programme similaire destiné également aux élèves des pays en développement. Moins implanté en Afrique subsaharienne que le projet OLPC, Classmate PC a permis la livraison d’ordinateurs portables à des écoles primaires des Seychelles et du Kenya, notamment dans les zones rurales. Toujours au Kenya, le projet CFSK (Computer for School in Kenya), voit le jour en 2002 et vise à distribuer des ordinateurs dans près de 9 000 écoles. Plus récemment, certaines initiatives ont été entreprises afin d’équiper les écoles en tablettes.
Le gouvernement thaïlandais a ainsi repris le concept d’OLPC pour le transformer en One Tablet Per Child (OTPC) en 2012. À ce jour, 800 000 tablettes auraient été distribuées aux élèves d’écoles primaires de ce pays.

### Influence des TIC sur les performances de l'élève
Très peu d’études d’évaluation d’impact existent quant à ces programmes en Afrique subsaharienne. On peut néanmoins mentionner l’étude Technology and Child Development : Evidence from the One Laptop per Child Program, de la Banque interaméricaine de développement, réalisée en février 2012, pour évaluer l’impact du projet One Laptop Per Child au Pérou. L’évaluation révèle ainsi que l’usage des ordinateurs fixes ou portables n’aurait, en fait, que peu d’effets sur les compétences fondamentales des élèves. Si l’évaluation conclut à l’absence d’efficacité pédagogique pour les matières fondamentales, elle souligne néanmoins qu’en 15 mois, les enfants qui ont travaillé avec ces machines sur des contenus éducatifs ont gagné entre 4 et 6 mois sur des compétences que l’on ne mesure pas habituellement (capacités cognitives, tests de logique tels que ceux utilisés dans les tests de QI).
Une étude menée en 2005 nuance ainsi les bénéfices associés à l’utilisation des ordinateurs en classe : le lien de causalité entre l’amélioration des performances académiques des élèves et l’usage d’un ordinateur en classe n’est pas clairement défini. La possibilité d’utiliser également un ordinateur à la maison est rare en Afrique, où seulement 8 % (en 2013) des foyers en sont équipés. L’une des limites principales à ces projets tient donc au fait que l’utilisation de l’informatique est conditionnée au cadre de la salle de classe. Le projet OLPC a marqué un tournant en équipant individuellement les élèves. Si les élèves ont la possibilité de rapporter leur ordinateur chez eux, un usage collectif de l’ordinateur est néanmoins favorisé dans le cadre de la classe.
D’une approche centrée sur l’outil, un glissement s’est produit ces dernières années vers une approche centrée sur le contenu et sur l’usage, voire sur les activités des élèves à partir du dispositif et des contenus. La rupture introduite par la diffusion à grande échelle d’outils nomades a contribué à transformer les pratiques éducatives en les généralisant à l’environnement extrascolaire.

## Apprentissage à distance dans l'enseignement secondaire
Les principales initiatives liées à l’utilisation des TIC et de l’internet en éducation ont d’abord visé la formation à distance et le niveau universitaire. L’Université virtuelle africaine (UVA) a ainsi été créée par la Banque mondiale en 1997 et d’abord conçue comme une alternative à l’enseignement traditionnel. Devenue en 2003 une agence intergouvernementale, elle revendique la formation de 40 000 personnes, essentiellement par des programmes courts. Elle s’est réorientée vers la formation des enseignants et l’intégration des technologies dans l’enseignement supérieur. L’UVA dispose de dix centres de e-learning.
L’Agence universitaire de la Francophonie (AUF) a également mis en place, à partir de 1999, une quarantaine de campus numériques francophones, dont plus de la moitié en Afrique. Dans ces infrastructures dédiées aux technologies et installées au cœur des universités, l’AUF propose l’accès à plus de 80 licences et masters entièrement à distance, dont une trentaine issue d’établissements africains et créée avec son soutien.
Plus récemment, le phénomène des MOOCs (Massive Open Online Courses) s’est développé aux États-Unis, puis en Europe. L’AUF finance le développement des premiers MOOCs issus de l’enseignement supérieur africain, en partenariat avec le ministère français de l’Enseignement supérieur et le soutien de l’UNESCO et propose, en 2015, sous cette forme d’enseignement à distance, une formation et une certification des compétences TICE des enseignants. Les universités africaines montrent un intérêt croissant pour cette nouvelle modalité d’apprentissage, notamment en raison de la demande de plus en plus forte pour accéder à l’enseignement supérieur alors que le continent connaît un déficit d’enseignants qualifiés.

## M-éducation
Le m-learning (ou m-éducation), soit l’usage de la technologie mobile au service de l’éducation, est une pratique récente, ouvrant de nouvelles possibilités dans le champ éducatif. Compte tenu du déficit en livres de nombreuses écoles africaines, la tablette numérique a rapidement été envisagée comme une solution de substitution aux manuels scolaires manquants, sous l’impulsion des gouvernements et des organisations internationales. En effet, cette pénurie touche la quasi-totalité des pays africains. Au Cameroun on compte en moyenne un manuel de lecture pour 11 élèves et un livre de mathématiques pour 13 enfants. Le prix du contenu digital des tablettes tend ainsi à diminuer fortement face aux supports traditionnels (livres, CD et DVD, etc.). Un manuel numérique est, par exemple, deux à trois fois moins cher qu’un manuel papier, avec un coût marginal nul. La tablette, initialement utilisée pour ses fonctions de liseuse, présente en outre l’intérêt d’introduire des changements progressifs dans les pratiques pédagogiques actuelles.
Les potentialités associées à la tablette numérique dépassent aujourd’hui le cadre scolaire. L’ONG américaine WorldReader s’est donnée pour objectif d’élargir l’accès à la lecture aux enfants les plus défavorisés à travers la distribution de liseuses conçues par Amazon. Grâce au soutien financier de l’USAID, des Kindles ont été mises à disposition de 600 000 enfants dans neuf États d’Afrique subsaharienne. L’ONG affirme ainsi que les enfants utilisant ce dispositif accordent environ 50 % de temps supplémentaire à la lecture et lisent jusqu’à 90 livres par an. Par ailleurs, le rapport publié par l’USAID, à la suite de l’étude d'impact iRead menée au Ghana sur 337 élèves de six écoles différentes en 2010-2011, relève un certain nombre de points positifs quant à l’utilisation des liseuses. Les élèves utilisant les Kindles se sont montrés plus enthousiastes à la lecture, ce qui leur a permis d’améliorer leurs compétences techniques et d’obtenir des meilleurs scores aux tests standardisés. La vétusté du matériel informatique traditionnel et les coûts de maintenance incitent les porteurs de projets à se tourner vers des technologies moins chères à l’acquisition et plus maniables. L’accès à internet est facilité par les tablettes et par la possibilité de se connecter via des réseaux de mobile. Relativement moins cher que l’ordinateur portable et plus souple dans son usage, les tablettes ont le potentiel pour répondre de manière efficace à une partie des besoins éducatifs en Afrique subsaharienne. Quelques jours de pratique suffisent à l’élève pour se l’approprier et en comprendre le fonctionnement, contrairement à l’ordinateur qui exige une formation plus longue. Comme les smartphones, les tablettes ont amorcé une baisse accélérée de leur coût de fabrication. De plus, contrairement aux ordinateurs traditionnels (PC, laptop), ces outils nomades sont peu gourmands en énergie si bien que le manque d’électricité n’est plus un frein à leur déploiement au regard des performances des solutions de rechargement solaire. Les tablettes permettent donc de concilier un usage qui vise à développer des compétences informatiques (learning technology) d’une part, mais également appuyer le développement de compétences cognitives d’autre part, en faisant appel aux fonctionnalités qu’offrent les TICE (learning with/through technology) en général.
Les multiples potentialités des tablettes numériques ont convaincu les porteurs de projets de miser sur cet outil dans le cadre éducatif. Néanmoins, la diffusion des tablettes, soutenue par une volonté institutionnelle, reste limitée par rapport aux taux de pénétration de la téléphonie mobile en Afrique subsaharienne.

## Sources
- Cet article est partiellement ou en totalité issu de la page « Le Numérique au service de l'éducation en Afrique » de UNESCO, le texte ayant été placé par l’auteur ou le responsable de publication sous la CC BY-SA 3.0 IGO (voir aussi la page de discussion)